# Oribatula eucalla
Oribatula eucalla är en kvalsterart som först beskrevs av Wen och Zhang 1988.  Oribatula eucalla ingår i släktet Oribatula och familjen Oribatulidae. Inga underarter finns listade i Catalogue of Life.